# Ла-Квінта (Каліфорнія)
Ла-Квінта (англ. La Quinta) — місто (англ. city) в США, в окрузі Ріверсайд штату Каліфорнія. Населення — 37 558 осіб (2020).

## Географія
Ла-Квінта розташована за координатами 33°38′30″ пн. ш. 116°16′26″ зх. д. / 33.64167° пн. ш. 116.27389° зх. д. (33.641767, -116.273943).  За даними Бюро перепису населення США в 2010 році місто мало площу 92,08 км², з яких 90,95 км² — суходіл та 1,12 км² — водойми.

### Клімат
| Клімат : Ла-Квінта         | Клімат : Ла-Квінта | Клімат : Ла-Квінта | Клімат : Ла-Квінта | Клімат : Ла-Квінта | Клімат : Ла-Квінта | Клімат : Ла-Квінта | Клімат : Ла-Квінта | Клімат : Ла-Квінта | Клімат : Ла-Квінта | Клімат : Ла-Квінта | Клімат : Ла-Квінта | Клімат : Ла-Квінта | Клімат : Ла-Квінта |
| Показник                   | Січ.               | Лют.               | Бер.               | Квіт.              | Трав.              | Черв.              | Лип.               | Серп.              | Вер.               | Жовт.              | Лист.              | Груд.              | Рік                |
| Абсолютний максимум, °C    | 36,1               | 37,8               | 39,4               | 42,8               | 47,2               | 50,6               | 51,7               | 49,4               | 50,0               | 46,1               | 38,3               | 35,6               | 51,7               |
| Середній максимум, °C      | 22,2               | 24,1               | 27,4               | 30,8               | 35,4               | 39,5               | 41,8               | 41,4               | 38,9               | 33,3               | 26,4               | 21,7               | 31,9               |
| Середній мінімум, °C       | 7,0                | 8,9                | 12,7               | 15,9               | 19,8               | 23,4               | 26,8               | 26,8               | 23,3               | 17,6               | 11,0               | 6,8                | 16,7               |
| Абсолютний мінімум, °C     | −10,6              | −6,7               | −3,9               | 0,6                | 3,3                | 7,2                | 15,0               | 13,3               | 7,8                | −0,6               | −5                 | −8,3               | −10,6              |
| Норма опадів, мм           | 14                 | 16                 | 11                 | 1                  | 2                  | 0                  | 1                  | 14                 | 1                  | 7                  | 5                  | 16                 | 87                 |
| -------------------------- | ------------------ | ------------------ | ------------------ | ------------------ | ------------------ | ------------------ | ------------------ | ------------------ | ------------------ | ------------------ | ------------------ | ------------------ | ------------------ |
| Джерело: www.ncdc.noaa.gov |                    |                    |                    |                    |                    |                    |                    |                    |                    |                    |                    |                    |                    |

## Демографія
Згідно з переписом 2010 року, у місті мешкало 37 467 осіб у 14 820 домогосподарствах у складі 10 709 родин. Густота населення становила 407 осіб/км².  Було 23489 помешкань (255/км²).
Расовий склад населення:
| - 78,7 % — білих - 3,1 % — азіатів - 1,9 % — чорних або афроамериканців - 0,6 % — корінних американців - 0,1 % — вихідців з тихоокеанських островів - 12,3 % — осіб інших рас |

До двох чи більше рас належало 3,3 %. Частка іспаномовних становила 30,3 % від усіх жителів.
За віковим діапазоном населення розподілялося таким чином: 21,9 % — особи молодші 18 років, 57,2 % — особи у віці 18—64 років, 20,9 % — особи у віці 65 років та старші. Медіана віку мешканця становила 45,6 року. На 100 осіб жіночої статі у місті припадало 93,5 чоловіків;  на 100 жінок у віці від 18 років та старших — 91,3 чоловіків також старших 18 років.
Середній дохід на одне домашнє господарство  становив 103 322 долари США (медіана — 71 091), а середній дохід на одну сім'ю — 119 994 долари (медіана — 81 380). Медіана доходів становила 60 514 долари для чоловіків та 43 668 доларів для жінок. За межею бідності перебувало 9,6 % осіб, у тому числі 12,7 % дітей у віці до 18 років та 8,2 % осіб у віці 65 років та старших.
Цивільне працевлаштоване населення становило 15 597 осіб. Основні галузі зайнятості: мистецтво, розваги та відпочинок — 19,0 %, освіта, охорона здоров'я та соціальна допомога — 18,2 %, роздрібна торгівля — 15,0 %.